# 日本車輛號牌

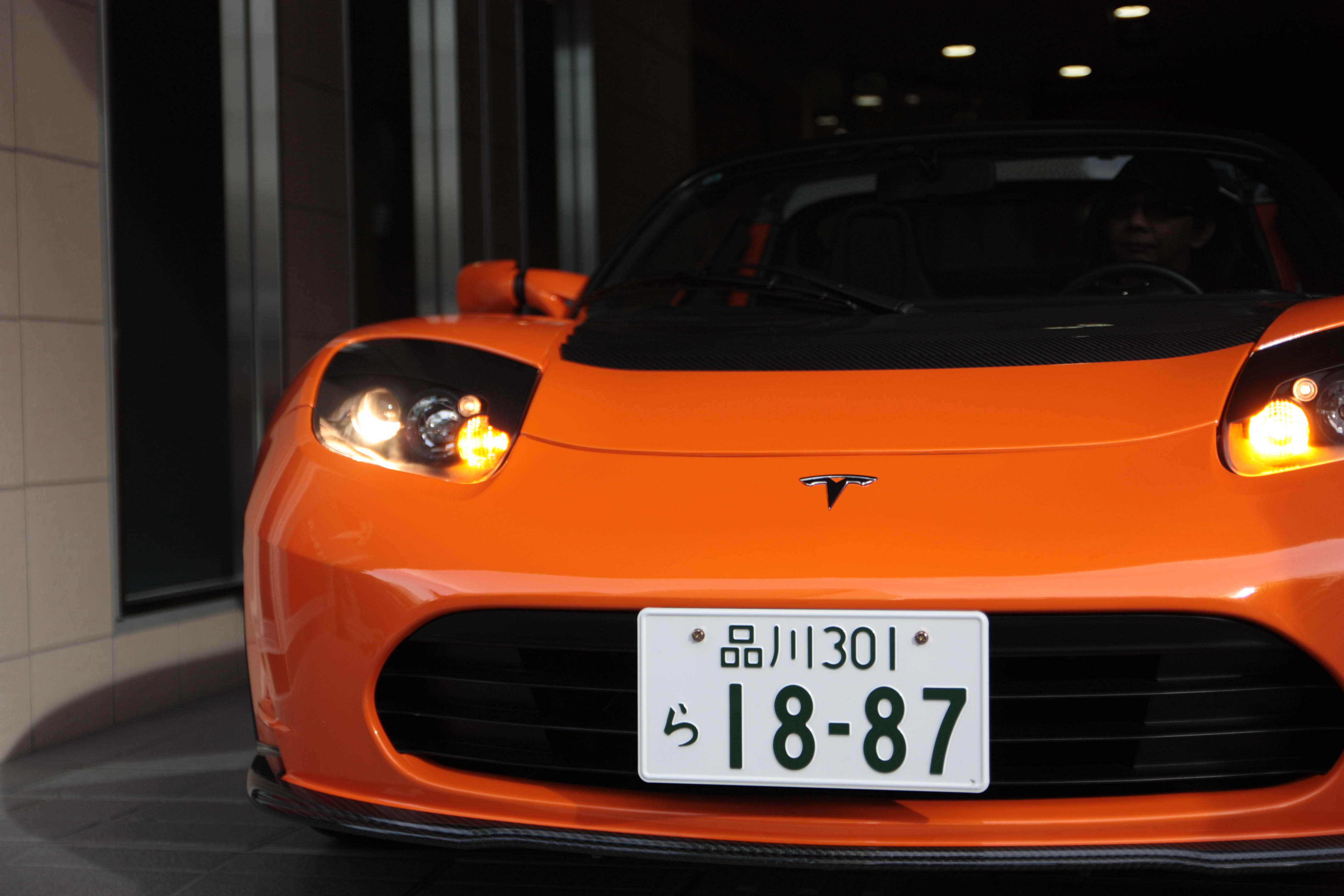
挂着白底綠字的車輛註冊號牌的汽车

日本車輛號牌（日语：国際ナンバー）是指日本公路車輛的登記牌照，依據《道路運送車輛法》、《道路運送車輛法施行規則》、《自動車登錄規則》和其他相關的法令制定，由國土交通省下轄地方運輸局的各運輸支局、自動車檢查登錄事務所及輕自動車檢查協會檢驗予以認可。
此外，市區町村可以依據《地方稅法》對管轄區內的附發動機腳踏車、小型特殊車輛和迷你車課稅，納稅車輛同樣有義務展示課稅的標識號牌。日本車輛號牌的名稱根據不同類型的車輛和運作情況，可以分為：運輸支局發行的「汽車註冊號牌」、輕自動車檢查協會發行的「車輛號牌」和基礎地方公共團體/市區町村發行的「標識」三種類型。

## 概要
| 車輛的種類     | 車輛的種類     | 檢驗 | 註冊 | 申報 | 管轄機關         |
| -------------- | -------------- | ---- | ---- | ---- | ---------------- |
| 四輪以上       | 普通自動車     |      |      |      | 運輸支局         |
| 四輪以上       | 小型自動車     |      |      |      | 運輸支局         |
| 四輪以上       | 輕自動車       |      |      |      | 輕自動車檢查協會 |
| 三輪           | 小型自動車     |      |      |      | 運輸支局         |
| 三輪           | 輕自動車       |      |      |      | 輕自動車檢查協會 |
| 二輪           | 小型自動車     |      |      |      | 運輸支局         |
| 二輪           | 輕自動車       |      |      |      | 運輸支局         |
| 二輪           | 附發動機腳踏車 |      |      |      | 市區町村         |
| 大型特殊自動車 | 大型特殊自動車 |      |      |      | 運輸支局         |
| 小型特殊自動車 | 小型特殊自動車 |      |      |      | 市區町村         |

依法規定，在日本公路行駛的車輛必須經過安全檢驗、註冊或申報的程序，然後予以認證發出車輛編號。運行車輛有義務在指定的車身位置展示車輛的編號，展示編號的號牌根據不同類型的車輛和運作情況，正式名稱分為「汽車註冊號牌」和「車輛號牌」兩種。

### 汽車註冊號牌
《道路運送車輛法》將公路運行車輛的種類分為「汽車」（自動車）、「附發動機腳踏車」（原動機付自転車）和「慢車」（軽車両）三種類型，其中「汽車」根據車輛的大小和結構，細分為「普通汽車」、「小型汽車」、「輕型汽車」、「大型特殊汽車」和「小型特殊汽車」五種類別； 除了「輕型汽車」、「小型特殊汽車」和「二輪的小型汽車」以外的汽車都要經過註冊以後，才能在公路上合法行駛。
註冊車輛使用的號牌稱為「汽車註冊號牌」（自動車登録番号標），是依據《道路運送車輛法》、《道路運送車輛法施行規則》和《自動車登錄規則》制定，裝置於普通汽車、小型汽車和大型特殊汽車，包括：
- 普通汽車（普通自動車），總排氣量2,000cc以上的車輛
- 小型汽車（小型自動車），長4.7米以下、寬1.7米以下、高2.0米以下，總排氣量2,000cc以下的車輛
- 大型特殊汽車（大型特殊自動車），起重機、挖掘機、推土機、壓路機、堆高機、除雪機、拖拉機等各種特殊車輛

### 車輛號牌
豁免註冊車輛使用的號牌稱為「車輛號牌」（車両番号標），是依據《道路運送車輛法》和《道路運送車輛法施行規則》制定，裝置於輕型車輛和摩托車，包括：
- 輕型摩托車（二輪の軽自動車），俗稱，長2.5米以下、寬1.3米以下、高2.0米以下，總排氣量125cc以上、250cc以下的摩托車（包括加裝邊車的摩托車）
- 小型摩托車（二輪の小型自動車），俗稱，總排氣量250cc以上的摩托車（包括加裝邊車的摩托車）
- 輕型機動三輪車（三輪の軽自動車），長3.4米以下、寬1.48米以下、高2.0米以下，總排氣量660cc以下的機動三輪車
- 輕型車（四輪以上の軽自動車），長3.4米以下、寬1.48米以下、高2.0米以下，總排氣量660cc以下的車輛

### 標識

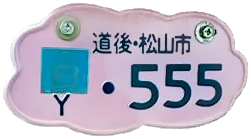
愛媛縣松山市發出的雲型號牌，取材自司馬遼太郎的著名作品「坂上之雲」；地名標記為「道後・松山市」，代表松山市的觀光景點「道後溫泉」

基礎的地方公共團體依據《地方稅法》和各市區町村的條例，可以向管轄區內的附發動機腳踏車、小型特殊車輛和迷你車課收輕自動車稅，然後予以發出「課稅標識」（課税標識），納稅車輛同時有義務展示有關課稅的標識編號。
大多數地方的標識號牌樣式是以總務省（前自治省）的公告為基準，然而公告並未有法律上的約束力，實際上的標識號牌可以由地方公共團體自行設計，通常會在號牌上印製地方上的風光名勝，做為推廣旅遊觀光的用途。 在2007年7月，愛媛縣松山市率先導入「雲型」的標識號牌，採用不規則形狀的號牌設計； 隨後，這股潮流也蔓延至其他的市區町村，此類號牌俗稱為「原創號牌」（オリジナルナンバープレート）或「當地號牌」（ご当地プレート）。

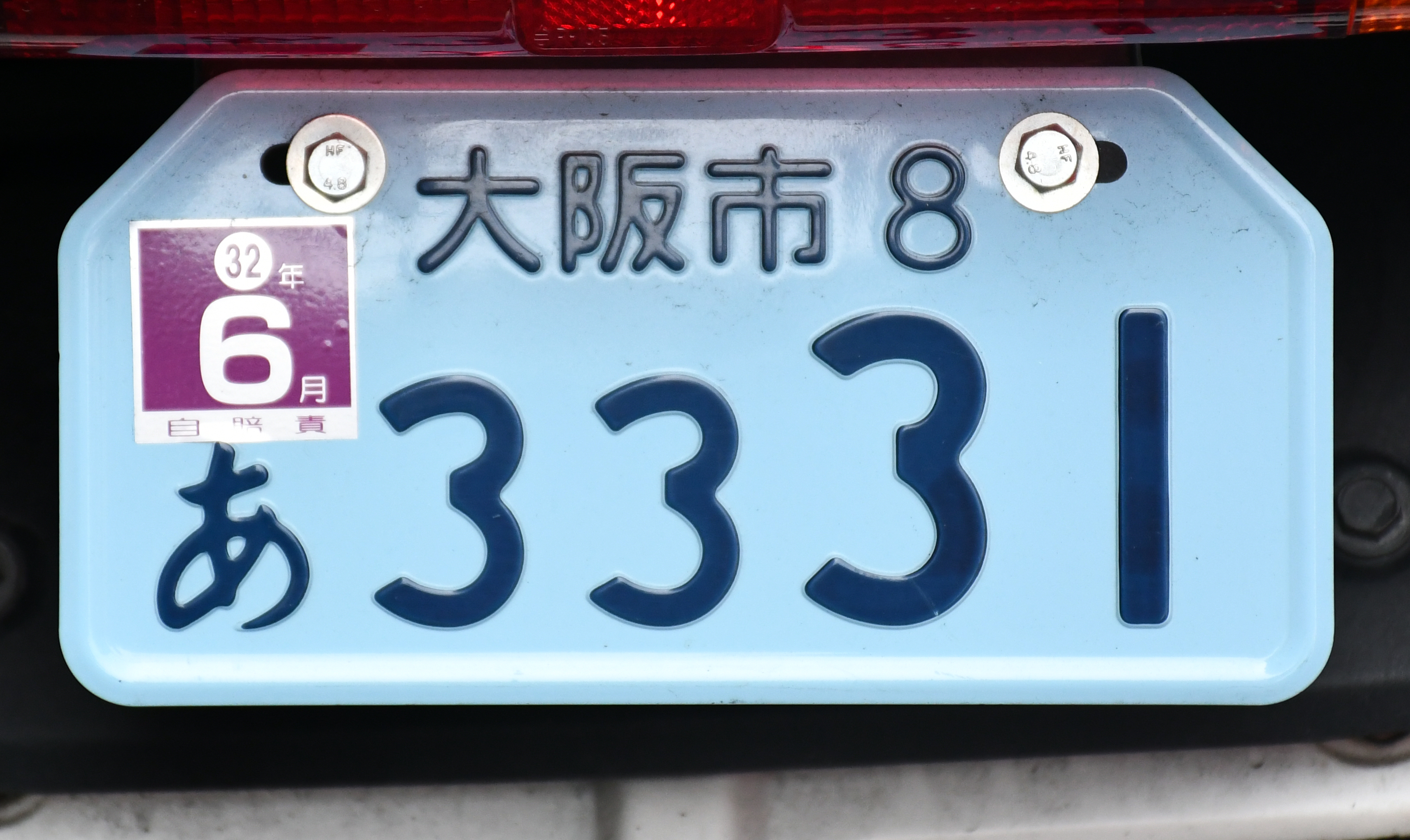
機動二輪車車牌

使用於附發動機腳踏車、小型特殊車輛和迷你車的標識號牌沒有全國統一規定的格式，通常是尺寸約縱100mm、橫200mm，縱橫比率約1：2的超小型號牌，分爲白色、黃色、粉紅色、綠色和淺藍色5種類型，包括：
- 第1種附發動機腳踏車（第一種原動機付自転車），俗稱，總排氣量50cc以下，輸出功率600w以下的機動二輪車
- 第2種附發動機腳踏車乙型（第二種原動機付自転車乙），俗稱，總排氣量90cc以下，輸出功率600w以上、800w以下的機動二輪車
- 第2種附發動機腳踏車甲型（第二種原動機付自転車甲），俗稱，總排氣量125cc以下，輸出功率800w以上、1000w以下的機動二輪車
- 小型特殊車輛（小型特殊自動車），長4.7公尺以下、寬1.7公尺以下、高2.8公尺以下，最高速度15km/h以下的特殊車輛（並最高速度35km/h以下的農耕拖拉機）
- 迷你車（ミニカー），長2.5公尺以下、寬1.3公尺以下、高2.0公尺以下，總排氣量50cc以下，備有車室的機動車輛

## 樣式
日本車輛號牌的樣式是依據《道路運送車輛法》、《道路運送車輛法施行規則》、《自動車登錄規則》和其他相關的法令來實施，施行規則對號牌的製作材料、尺寸、顏色和文字進行制定，上面記錄有關車輛檢驗和註冊的相關資料。「塗装式號牌」使用的製作材料是鋁板，文字和數字是以刻印的方式浮凸在鋁板表面；「字光式號牌」使用的製作材料是甲基丙烯酸樹脂板，在號牌背面加裝LED照明裝置，讓其在夜間產生自行發光的效果。

### 形狀和尺寸
日本車輛號牌的形狀是與「美國車輛號牌」類似的矩形號牌，縱橫比率約1：1.84－1：2之間，分別有大板、中板和小板三種尺寸。國土交通省曾於2012年檢討是否引入橫長形的「歐盟式號牌」，然而因沒有足夠的實施理由而擱置有關提案。
- 大型號牌（大型番号標，俗稱），縱220mm、橫440mm、比率1：2，用4顆螺絲固定

使用於總重量8噸以上、最大積載量5噸以上的普通汽車（大型貨車，1號牌）、乘客量30人以上的普通汽車（中、大型客車，2號牌）、總重量8噸以上、最大積載量5噸以上或乘客量30人以上的特殊用途汽車（大型特殊用途車輛，8號牌）、大型特殊汽車（9號牌）、建築機械（0號牌）
- 中型號牌（中型番号標，俗稱），縱165mm、橫330mm、比率1：2，用2顆螺絲固定

使用於總重量8噸以下、最大積載量5噸以下的普通汽車（中型貨車，1號牌）、乘客量30人以下的普通汽車（中、小型客車，2號牌）、乘客量10人以下的普通汽車（中、大型汽車，3號牌）、總重量8噸以下、最大積載量5噸以下的小型汽車（小型貨車，4、6號牌）、乘客用途的小型汽車（中、小型汽車，5、7號牌）、總重量8噸以下、最大積載量5噸以下的特殊用途汽車（中、小型特殊用途車輛，8號牌）、輕型汽車（輕型車，4、6、5、7、8號牌）
- 小型號牌（小型番号標，俗稱），縱125mm、橫230mm、比率1：1.84，用2顆螺絲固定

使用於輕型汽車（豁免檢驗的輕型車）、摩托車（總排氣量250cc以上的摩托車，「小板 I」）、摩托車（總排氣量125cc以上、250cc以下的摩托車，「小板 II」）

### 顏色

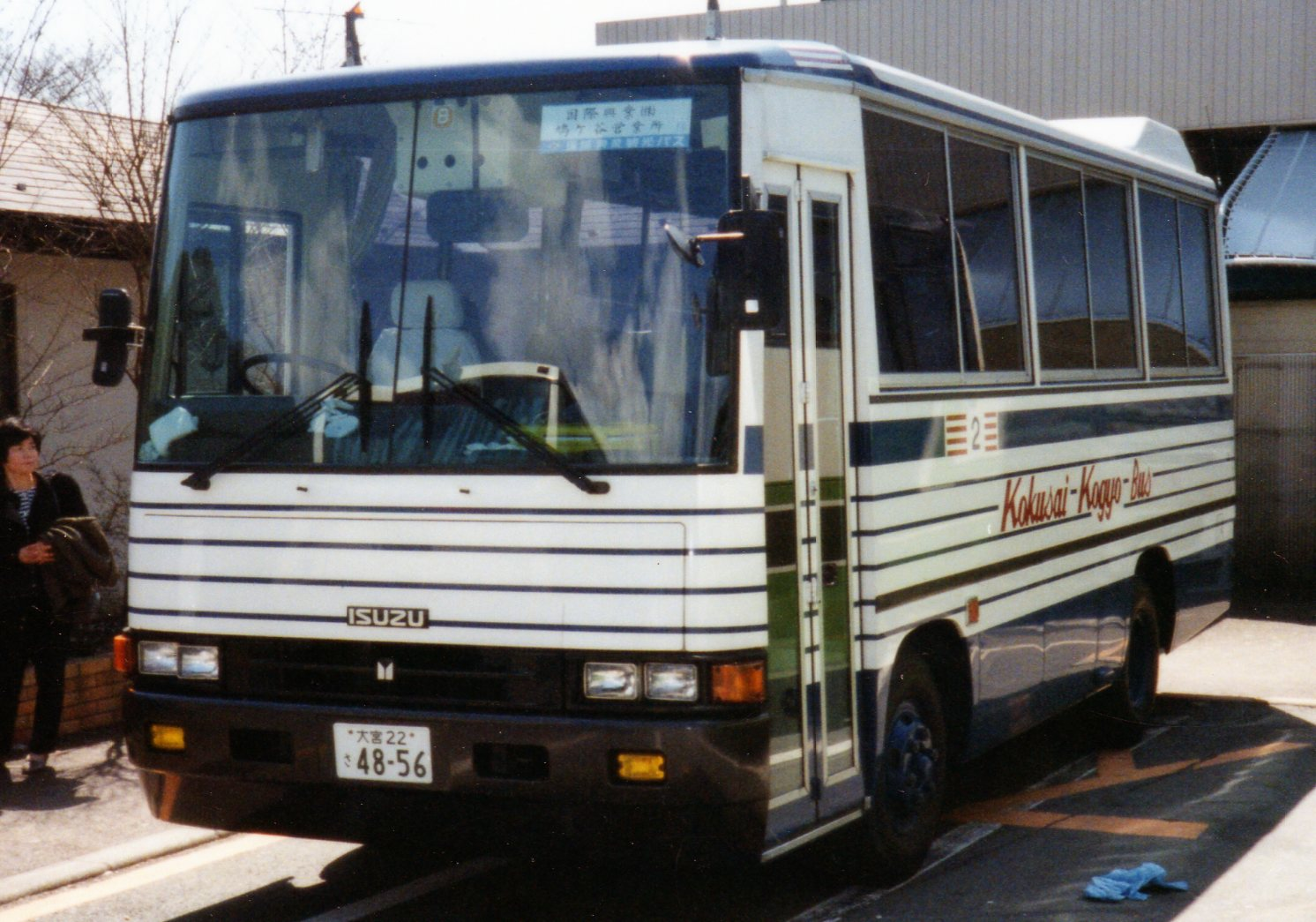
政府、企業、學校、酒店、娛樂設施等法人名義的小型客車，因為不是以行駛固定路線或觀光遊覽的目的來獲取商業盈利，所以註冊為「自家用」用途

日本車輛號牌的顏色是用於區別有關註冊車輛的營運用途，基本上分為「自家用」和「事業用」兩種類型。車輛的營運用途與車體的類型並沒有直接的關聯，客、貨車等重型車輛如果不是透過運輸來達致盈利目的的話，同樣也是註冊為「自家用客車」或「自家用貨車」（自家用トラック）。
配色方面，普通汽車、小型汽車和大型特殊汽車裝置「白底綠字」和「綠底白字」的號牌，有「大板」和「中板」兩種尺寸； 250cc以上的摩托車裝置「白底綠字附綠框」和「綠底白字附白框」的號牌，有「小板」一種尺寸。
1975年以後註冊的輕型車裝置「黃底黑字」和「黑底黃字」的號牌，有「中板」一種尺寸； 1975年以前註冊的輕型車以及豁免檢驗的輕型車裝置「白底綠字」和「綠底白字」的號牌，有「小板」一種尺寸； 125cc以上、250cc以下的摩托車裝置「白底綠字」和「綠底白字」的號牌，有「小板」一種尺寸。
有關車輛號牌顏色的區分，可以依據號牌基礎的底色，稱為「白牌」（白ナンバー）、「綠牌」（緑ナンバー）、「黃牌」（黄ナンバー）和「黑牌」（黑ナンバー）。
| 自家用                           | 事業用                           |
| -------------------------------- | -------------------------------- |
| 白底綠字 自動車 自家用中板       | 綠底白字 自動車 事業用中板       |
| 黃底黑字 輕自動車 自家用         | 黑底黃字 輕自動車 事業用         |
| 白底綠字附綠框 自動二輪車 自家用 | 綠底白字附白框 自動二輪車 事業用 |

### 地名
「地名」標示的是有關車輛的戶籍，使用的是管轄有關地區的運輸支局或自動車檢查登錄事務所的名稱，而不是車主住所的登錄戶籍；當車主搬遷到另一個運輸支局管轄區的時候，車輛戶籍也要相應地進行轉移。

#### 地名一覽
以下是日本車輛號牌地名的列表，黃底表示的是由2006年以後開始新增的地名（新たな地域名表示ナンバープレート，通稱）；當車主把車輛運出日本海外行駛時，必須將號牌的地名轉寫成羅馬字母，同時在號牌附近貼上日本的車輛國際代碼。
| 都道府縣 | 地名標識 | 舊地名         | 土砂等法                 | 陸運局、陸運事務所   | 陸運局、陸運事務所         | 輕自動車檢查協會         | 分區圖 |
| -------- | -------- | -------------- | ------------------------ | -------------------- | -------------------------- | ------------------------ | ------ |
| 北海道   | [SPS]    | [SP]           |                          | 北海道運輸局         | 札幌運輸支局本廳舍         | 札幌主管事務所           |        |
| 北海道   | [HDH]    | [HD]           |                          | 北海道運輸局         | 函館運輸支局本廳舍         | 函館事務所               |        |
| 北海道   | [AKA]    | [AK]           |                          | 北海道運輸局         | 旭川運輸支局本廳舍         | 旭川事務所               |        |
| 北海道   | [MRM]    | [MR]           |                          | 北海道運輸局         | 室蘭運輸支局本廳舍         | 室蘭事務所               |        |
| 北海道   | [MRT]    |                |                          | 北海道運輸局         | 室蘭運輸支局本廳舍         | 室蘭事務所               |        |
| 北海道   | [KRK]    | [KR]           |                          | 北海道運輸局         | 釧路運輸支局本廳舍         | 釧路事務所               |        |
| 北海道   | [KRS]    |                |                          | 北海道運輸局         | 釧路運輸支局本廳舍         | 釧路事務所               |        |
| 北海道   | [OHO]    | [OH]           |                          | 北海道運輸局         | 帶廣運輸支局本廳舍         | 帶廣事務所               |        |
| 北海道   | [OHT]    |                |                          | 北海道運輸局         | 帶廣運輸支局本廳舍         | 帶廣事務所               |        |
| 北海道   | [KIK]    | [KI]           |                          | 北海道運輸局         | 北見運輸支局本廳舍         | 北見事務所               |        |
| 北海道   | [KIS]    |                |                          | 北海道運輸局         | 北見運輸支局本廳舍         | 北見事務所               |        |
| 青森縣   | [AMA]    | [AM]           |                          | 東北運輸局           | 青森運輸支局本廳舍         | 青森事務所               |        |
| 青森縣   | [AMS]    |                |                          | 東北運輸局           | 青森運輸支局本廳舍         | 青森事務所               |        |
| 青森縣   | [AMH]    |                |                          | 東北運輸局           | 八戶自動車檢查登錄事務所   | 青森事務所八戶支所       |        |
| 岩手縣   | [ITI]    | [IT]           |                          | 東北運輸局           | 岩手運輸支局本廳舍         | 岩手事務所               |        |
| 岩手縣   | [ITM]    |                |                          | 東北運輸局           | 岩手運輸支局本廳舍         | 岩手事務所               |        |
| 岩手縣   | [ITH]    |                |                          | 東北運輸局           | 岩手運輸支局本廳舍         | 岩手事務所               |        |
| 宮城縣   | [MGM]    | [MG]           |                          | 東北運輸局           | 宮城運輸支局本廳舍         | 宮城主管事務所           |        |
| 宮城縣   | [MGS]    |                |                          | 東北運輸局           | 宮城運輸支局本廳舍         | 宮城主管事務所           |        |
| 秋田縣   | [ATA]    | [AT]           |                          | 東北運輸局           | 秋田運輸支局本廳舍         | 秋田事務所               |        |
| 山形縣   | [YA]     |                |                          | 東北運輸局           | 山形運輸支局本廳舍         | 山形事務所               |        |
| 山形縣   | [YAS]    |                |                          | 東北運輸局           | 庄內自動車檢查登錄事務所   | 山形事務所庄內支所       |        |
| 福島縣   | [FS]     |                |                          | 東北運輸局           | 福島運輸支局本廳舍         | 福島事務所               |        |
| 福島縣   | [FSA]    |                |                          | 東北運輸局           | 福島運輸支局本廳舍         | 福島事務所               |        |
| 福島縣   | [FSK]    |                |                          | 東北運輸局           | 福島運輸支局本廳舍         | 福島事務所               |        |
| 福島縣   | [FSS]    |                |                          | 東北運輸局           | 福島運輸支局本廳舍         | 福島事務所               |        |
| 福島縣   | [FSI]    |                |                          | 東北運輸局           | 磐城自動車檢查事務所       | 福島事務所磐城支所       |        |
| 茨城縣   | [IGM]    | [IGI]、 [IG]   |                          | 關東運輸局           | 茨城運輸支局本廳舍         | 茨城事務所               |        |
| 茨城縣   | [IGT]    |                |                          | 關東運輸局           | 土浦自動車檢查登錄事務所   | 茨城事務所土浦支所       |        |
| 茨城縣   | [IGK]    |                |                          | 關東運輸局           | 土浦自動車檢查登錄事務所   | 茨城事務所土浦支所       |        |
| 栃木縣   | [TGU]    | [TGT]、 [TG]   |                          | 關東運輸局           | 栃木運輸支局本廳舍         | 栃木事務所               |        |
| 栃木縣   | [TGN]    |                |                          | 關東運輸局           | 栃木運輸支局本廳舍         | 栃木事務所               |        |
| 栃木縣   | [TGK]    |                |                          | 關東運輸局           | 栃木運輸支局本廳舍         | 栃木事務所               |        |
| 栃木縣   | [TGC]    |                |                          | 關東運輸局           | 佐野自動車檢查登錄事務所   | 栃木事務所佐野支所       |        |
| 群馬縣   | [GMG]    | [GM]           |                          | 關東運輸局           | 群馬運輸支局本廳舍         | 群馬事務所               |        |
| 群馬縣   | [GMM]    |                |                          | 關東運輸局           | 群馬運輸支局本廳舍         | 群馬事務所               |        |
| 群馬縣   | [GMT]    |                |                          | 關東運輸局           | 群馬運輸支局本廳舍         | 群馬事務所               |        |
| 埼玉縣   | [STO]    | [STS]、 [ST]   |                          | 關東運輸局           | 埼玉運輸支局本廳舍         | 埼玉事務所               |        |
| 埼玉縣   | [STW]    |                |                          | 關東運輸局           | 埼玉運輸支局本廳舍         | 埼玉事務所               |        |
| 埼玉縣   | [STT]    |                |                          | 關東運輸局           | 所澤自動車檢查登錄事務所   | 埼玉事務所所澤支所       |        |
| 埼玉縣   | [STG]    |                |                          | 關東運輸局           | 所澤自動車檢查登錄事務所   | 埼玉事務所所澤支所       |        |
| 埼玉縣   | [STK]    |                |                          | 關東運輸局           | 熊谷自動車檢查登錄事務所   | 埼玉事務所熊谷支所       |        |
| 埼玉縣   | [STB]    |                |                          | 關東運輸局           | 春日部自動車檢查登錄事務所 | 埼玉事務所春日部支所     |        |
| 埼玉縣   | [STY]    |                |                          | 關東運輸局           | 春日部自動車檢查登錄事務所 | 埼玉事務所春日部支所     |        |
| 千葉縣   | [CBC]    | [CB]           |                          | 關東運輸局           | 千葉運輸支局本廳舍         | 千葉事務所               |        |
| 千葉縣   | [CBT]    |                |                          | 關東運輸局           | 千葉運輸支局本廳舍         | 千葉事務所               |        |
| 千葉縣   | [CBN]    |                |                          | 關東運輸局           | 習志野自動車檢查登錄事務所 | 千葉事務所習志野支所     |        |
| 千葉縣   | [CBI]    |                |                          | 關東運輸局           | 習志野自動車檢查登錄事務所 | 千葉事務所習志野支所     |        |
| 千葉縣   | [CBF]    |                |                          | 關東運輸局           | 習志野自動車檢查登錄事務所 | 千葉事務所習志野支所     |        |
| 千葉縣   | [CBS]    |                |                          | 關東運輸局           | 袖浦自動車檢查登錄事務所   | 千葉事務所袖浦支所       |        |
| 千葉縣   | [CBH]    |                |                          | 關東運輸局           | 袖浦自動車檢查登錄事務所   | 千葉事務所袖浦支所       |        |
| 千葉縣   | [CBD]    |                |                          | 關東運輸局           | 野田自動車檢查登錄事務所   | 千葉事務所野田支所       |        |
| 千葉縣   | [CBK]    |                |                          | 關東運輸局           | 野田自動車檢查登錄事務所   | 千葉事務所野田支所       |        |
| 千葉縣   | [CBM]    |                |                          | 關東運輸局           | 野田自動車檢查登錄事務所   | 千葉事務所野田支所       |        |
| 東京都   | [TKS]    | [TOS]、 [TK]、 |                          | 關東運輸局           | 東京運輸支局本廳舍         | 東京主管事務所           |        |
| 東京都   | [TKG]    |                |                          | 關東運輸局           | 東京運輸支局本廳舍         | 東京主管事務所           |        |
| 東京都   | [TKN]    | [TON]          |                          | 關東運輸局           | 練馬自動車檢查登錄事務所   | 東京主管事務所練馬支所   |        |
| 東京都   | [TKM]    |                |                          | 關東運輸局           | 練馬自動車檢查登錄事務所   | 東京主管事務所練馬支所   |        |
| 東京都   | [TKI]    |                |                          | 關東運輸局           | 練馬自動車檢查登錄事務所   | 東京主管事務所練馬支所   |        |
| 東京都   | [TKA]    | [TOA]          |                          | 關東運輸局           | 足立自動車檢查登錄事務所   | 東京主管事務所足立支所   |        |
| 東京都   | [TKK]    |                |                          | 關東運輸局           | 足立自動車檢查登錄事務所   | 東京主管事務所足立支所   |        |
| 東京都   | [TKU]    |                |                          | 關東運輸局           | 足立自動車檢查登錄事務所   | 東京主管事務所足立支所   |        |
| 東京都   | [TKE]    |                |                          | 關東運輸局           | 足立自動車檢查登錄事務所   | 東京主管事務所足立支所   |        |
| 東京都   | [TKH]    |                |                          | 關東運輸局           | 八王子自動車檢查登錄事務所 | 東京主管事務所八王子支所 |        |
| 東京都   | [TKT]    | [TOT]          |                          | 關東運輸局           | 多摩自動車檢查登錄事務所   | 東京主管事務所多摩支所   |        |
| 神奈川縣 | [KNY]    | [KN]           |                          | 關東運輸局           | 神奈川運輸支局本廳舍       | 神奈川事務所             |        |
| 神奈川縣 | [KNK]    |                |                          | 關東運輸局           | 川崎自動車檢查登錄事務所   | 神奈川事務所             |        |
| 神奈川縣 | [KNN]    |                |                          | 關東運輸局           | 湘南自動車檢查登錄事務所   | 神奈川事務所湘南支所     |        |
| 神奈川縣 | [KNS]    |                |                          | 關東運輸局           | 相模自動車檢查登錄事務所   | 神奈川事務所相模支所     |        |
| 山梨縣   | [YN]     |                |                          | 關東運輸局           | 山梨運輸支局本廳舍         | 山梨事務所               |        |
| 山梨縣   | [YNF]    |                |                          | 關東運輸局           | 山梨運輸支局本廳舍         | 山梨事務所               |        |
| 新潟縣   | [NGN]    | [NG]           |                          | 北陸信越運輸局       | 新潟運輸支局本廳舍         | 新潟主管事務所           |        |
| 新潟縣   | [NGO]    |                |                          | 北陸信越運輸局       | 長岡自動車檢查登錄事務所   | 新潟主管事務所長岡支所   |        |
| 新潟縣   | [NGJ]    |                |                          | 北陸信越運輸局       | 長岡自動車檢查登錄事務所   | 新潟主管事務所長岡支所   |        |
| 長野縣   | [NNN]    | [NN]           |                          | 北陸信越運輸局       | 長野運輸支局本廳舍         | 長野事務所               |        |
| 長野縣   | [NNM]    |                |                          | 北陸信越運輸局       | 松本自動車檢查登錄事務所   | 長野事務所松本支所       |        |
| 長野縣   | [NNS]    |                |                          | 北陸信越運輸局       | 松本自動車檢查登錄事務所   | 長野事務所松本支所       |        |
| 長野縣   | [NNI]    |                |                          | 北陸信越運輸局       | 松本自動車檢查登錄事務所   | 長野事務所松本支所       |        |
| 長野縣   | [NNA]    |                |                          | 北陸信越運輸局       | 松本自動車檢查登錄事務所   | 長野事務所松本支所       |        |
| 富山縣   | [TYT]    | [TY]           |                          | 北陸信越運輸局       | 富山運輸支局本廳舍         | 富山事務所               |        |
| 石川縣   | [IKI]    | [IK]           |                          | 北陸信越運輸局       | 石川運輸支局本廳舍         | 石川事務所               |        |
| 石川縣   | [IKK]    |                |                          | 北陸信越運輸局       | 石川運輸支局本廳舍         | 石川事務所               |        |
| 福井縣   | [FI]     |                |                          | 中部運輸局           | 福井運輸支局本廳舍         | 福井事務所               |        |
| 岐阜縣   | [GFG]    | [GF]           |                          | 中部運輸局           | 岐阜運輸支局本廳舍         | 岐阜事務所               |        |
| 岐阜縣   | [GFH]    |                | 飛驒自動車檢查登錄事務所 | 中部運輸局           |                            | 岐阜事務所               |        |
| 静岡縣   | [SZS]    | [SZ]           |                          | 中部運輸局           | 静岡運輸支局本廳舍         | 静岡事務所               |        |
| 静岡縣   | [SZH]    |                |                          | 中部運輸局           | 濱松自動車檢查登錄事務所   | 静岡事務所濱松支所       |        |
| 静岡縣   | [SZN]    |                |                          | 中部運輸局           | 沼津自動車檢查登錄事務所   | 静岡事務所沼津支所       |        |
| 静岡縣   | [SZI]    |                |                          | 中部運輸局           | 沼津自動車檢查登錄事務所   | 静岡事務所沼津支所       |        |
| 静岡縣   | [SZF]    |                |                          | 中部運輸局           | 沼津自動車檢查登錄事務所   | 静岡事務所沼津支所       |        |
| 愛知縣   | [ACN]    | [AC]           |                          | 中部運輸局           | 愛知運輸支局本廳舍         | 愛知主管事務所           |        |
| 愛知縣   | [ACT]    |                |                          | 中部運輸局           | 豐橋自動車檢查登錄事務所   | 愛知主管事務所豐橋支所   |        |
| 愛知縣   | [ACM]    |                |                          | 中部運輸局           | 西三河自動車檢查登錄事務所 | 愛知主管事務所三河支所   |        |
| 愛知縣   | [ACZ]    |                |                          | 中部運輸局           | 西三河自動車檢查登錄事務所 | 愛知主管事務所三河支所   |        |
| 愛知縣   | [ACY]    |                |                          | 中部運輸局           | 西三河自動車檢查登錄事務所 | 愛知主管事務所三河支所   |        |
| 愛知縣   | [ACO]    |                |                          | 中部運輸局           | 小牧自動車檢查登錄事務所   | 愛知主管事務所小牧支所   |        |
| 愛知縣   | [ACI]    |                |                          | 中部運輸局           | 小牧自動車檢查登錄事務所   | 愛知主管事務所小牧支所   |        |
| 愛知縣   | [ACK]    |                |                          | 中部運輸局           | 小牧自動車檢查登錄事務所   | 愛知主管事務所小牧支所   |        |
| 三重縣   | [MEM]    | [ME]           |                          | 中部運輸局           | 三重運輸支局本廳舍         | 三重事務所               |        |
| 三重縣   | [MES]    |                |                          | 中部運輸局           | 三重運輸支局本廳舍         | 三重事務所               |        |
| 三重縣   | [MEY]    |                |                          | 中部運輸局           | 三重運輸支局本廳舍         | 三重事務所               |        |
| 三重縣   | [MEI]    |                |                          | 中部運輸局           | 三重運輸支局本廳舍         | 三重事務所               |        |
| 滋賀縣   | [SIS]    | [SI]           |                          | 近畿運輸局           | 滋賀運輸支局本廳舍         | 滋賀事務所               |        |
| 京都府   | [KTK]    | [KT]           |                          | 近畿運輸局           | 京都運輸支局本廳舍         | 京都事務所               |        |
| 大阪府   | [OSO]    | [OS]           |                          | 近畿運輸局           | 大阪運輸支局本廳舍         | 大阪主管事務所高槻支所   |        |
| 大阪府   | [OSN]    |                |                          | 近畿運輸局           | 難波自動車檢查登錄事務所   | 大阪主管事務所           |        |
| 大阪府   | [OSZ]    | [OSI]          |                          | 近畿運輸局           | 和泉自動車檢查登錄事務所   | 大阪主管事務所和泉支所   |        |
| 大阪府   | [OSS]    |                |                          | 近畿運輸局           | 和泉自動車檢查登錄事務所   | 大阪主管事務所和泉支所   |        |
| 奈良縣   | [NRN]    | [NR]           |                          | 近畿運輸局           | 奈良運輸支局本廳舍         | 奈良事務所               |        |
| 奈良縣   | [NRA]    |                |                          | 近畿運輸局           | 奈良運輸支局本廳舍         | 奈良事務所               |        |
| 和歌山縣 | [WKW]    | [WK]           |                          | 近畿運輸局           | 和歌山運輸支局本廳舍       | 和歌山事務所             |        |
| 兵庫縣   | [HGK]    | [HG]           |                          | 近畿運輸局           | 神戶運輸監理部兵庫陸運部   | 兵庫事務所               |        |
| 兵庫縣   | [HGH]    |                |                          | 近畿運輸局           | 姬路自動車檢查登錄事務所   | 兵庫事務所姬路支所       |        |
| 鳥取縣   | [TTT]    | [TT]           |                          | 中國運輸局           | 鳥取運輸支局本廳舍         | 鳥取事務所               |        |
| 島根縣   | [SN]     | [SM]           |                          | 中國運輸局           | 島根運輸支局本廳舍         | 島根事務所               |        |
| 島根縣   | [SNI]    |                |                          | 中國運輸局           | 島根運輸支局本廳舍         | 島根事務所               |        |
| 岡山縣   | [OYO]    | [OY]           |                          | 中國運輸局           | 岡山運輸支局本廳舍         | 岡山事務所               |        |
| 岡山縣   | [OYK]    |                |                          | 中國運輸局           | 岡山運輸支局本廳舍         | 岡山事務所               |        |
| 廣島縣   | [HSH]    | [HS]           |                          | 中國運輸局           | 廣島運輸支局本廳舍         | 廣島主管事務所           |        |
| 廣島縣   | [HSF]    |                |                          | 中國運輸局           | 福山自動車檢查登錄事務所   | 廣島主管事務所福山支所   |        |
| 山口縣   | [YUY]    | [YU]           |                          | 中國運輸局           | 山口運輸支局本廳舍         | 山口事務所               |        |
| 山口縣   | [YUS]    |                |                          | 中國運輸局           | 山口運輸支局本廳舍         | 山口事務所               |        |
| 德島縣   | [TST]    | [TS]           |                          | 四國運輸局           | 德島運輸支局應神町廳舍     | 德島事務所               |        |
| 香川縣   | [KAK]    | [KA]           |                          | 四國運輸局           | 香川運輸支局本廳舍         | 香川主管事務所           |        |
| 香川縣   | [KAT]    |                |                          | 四國運輸局           | 香川運輸支局本廳舍         | 香川主管事務所           |        |
| 愛媛縣   | [EH]     |                |                          | 四國運輸局           | 愛媛運輸支局本廳舍         | 愛媛事務所               |        |
| 高知縣   | [KCK]    | [KC]           |                          | 四國運輸局           | 高知運輸支局大津廳舍       | 高知事務所               |        |
| 福岡縣   | [FOF]    | [FO]           |                          | 九州運輸局           | 福岡運輸支局本廳舍         | 福岡主管事務所           |        |
| 福岡縣   | [FOK]    |                |                          | 九州運輸局           | 北九州自動車檢查登錄事務所 | 福岡主管事務所北九州支所 |        |
| 福岡縣   | [FOR]    |                |                          | 九州運輸局           | 久留米自動車檢查登錄事務所 | 福岡主管事務所久留米支所 |        |
| 福岡縣   | [FOC]    |                |                          | 九州運輸局           | 筑豐自動車檢查登錄事務所   | 福岡主管事務所筑豐支所   |        |
| 佐賀縣   | [SAS]    | [SA]           |                          | 九州運輸局           | 佐賀運輸支局本廳舍         | 佐賀事務所               |        |
| 長崎縣   | [NS]     |                |                          | 九州運輸局           | 長崎運輸支局東長崎廳舍     | 長崎事務所               |        |
| 長崎縣   | [NS]     |                | 嚴原自動車檢查登錄事務所 | 九州運輸局           | 長崎事務所嚴原分室         |                          |        |
| 長崎縣   | [NSS]    |                |                          | 九州運輸局           | 佐世保自動車檢查登錄事務所 | 長崎事務所佐世保支所     |        |
| 熊本縣   | [KUK]    | [KU]           |                          | 九州運輸局           | 熊本運輸支局本廳舍         | 熊本事務所               |        |
| 大分縣   | [OT]     |                |                          | 九州運輸局           | 大分運輸支局本廳舍         | 大分事務所               |        |
| 宮崎縣   | [MZ]     |                |                          | 九州運輸局           | 宮崎運輸支局本廳舍         | 宮崎事務所               |        |
| 鹿兒島縣 | [KOK]    | [KO]           |                          | 九州運輸局           | 鹿兒島運輸支局谷山港廳舍   | 鹿兒島事務所             |        |
| 鹿兒島縣 | [KOA]    |                | 奄美自動車檢查登錄事務所 | 九州運輸局           | 鹿兒島事務所奄美分室       |                          |        |
| 沖繩縣   | [ONO]    | [ONO]、 [ON]   |                          | 沖繩綜合事務局運輸部 | 陸運事務所                 | 沖繩事務所               |        |
| 沖繩縣   | [ONO]    | [ONO]、 [ON]   | 宮古運輸事務所           | 沖繩綜合事務局運輸部 | 沖繩事務所宮古分室         |                          |        |
| 沖繩縣   | [ONO]    | [ONO]、 [ON]   | 八重山運輸事務所         | 沖繩綜合事務局運輸部 | 沖繩事務所八重山分室       |                          |        |

1. ↑  《關於預防搬運砂石等大型車輛引發交通意外等的特別措施法案》
2. 1 2 3 4 5 6 7 8 9 10 11 12 13 14 15 16 17 18  第三批新增地名，於2020年（令和2年）5月11日加入
3. 1 2 3 4 5  第四批新增地名，於2025年（令和7年）5月7日加入
4. 1 2 3 4 5 6 7 8 9 10 11 12 13 14 15 16 17 18 19  第一批新增地名，於2006年（平成18年）10月10日加入
5. 1 2 3 4 5 6 7 8 9  第二批新增地名，於2014年（平成26年）11月17日加入
6. 1 2  第一批新增地名，由於跨縣的技術問題，所以延遲至2008年（平成20年）11月4日加入

### 分類編號
「分類編號」（分類番号）是位於「地名」右側的一組編號，用來表示註冊車輛的類型。
以下為分類表:
| 1962-71 | 1967-99 | 1998- | 描述                                    |
| ------- | ------- | ----- | --------------------------------------- |
| 1       | 11, 1x  | 1xx   | 普通貨車（大於2000cc）                  |
| 2       | 22, 2x  | 2xx   | 普通客車                                |
| 3       | 33, 3x  | 3xx   | 普通汽車（大於2000cc）                  |
| 4       | 44至49  | 4xx   | 小型貨車（由660cc至2000cc）             |
| 5       | 55, 5x  | 5xx   | 小型汽車（由660cc至2000cc）             |
| 6       | 66, 6x  |       | 三輪貨車（小於360cc）                   |
| 7       |         |       | 三輪汽車                                |
|         | 77, 7x  |       | 小型汽車（由660cc至2000cc）（重號部份） |
| 8       | 88, 8x  | 800   | 特殊用途車輛（大於660cc）               |
| 9       | 99      | 900   | 大型特殊車輛                            |
| 0       | 00      | 000   | 建築機械                                |

#### 自動車
- 「1」、「10－19」、「100－199」

使用於載貨用途的普通汽車（普通貨物車，「普通貨車」），總重量8噸以上、最大積載量5噸以上的大型貨車裝置「大板」，總重量8噸以下、最大積載量5噸以下的中型貨車裝置「中板」，車檢年限是1年
- 「2」、「20－29」、「200－299」

使用於乘客量11人以上的普通汽車（普通乗合車，「普通客車」），乘客量30人以上的大型客車裝置「大板」，乘客量30人以下的中、小型客車裝置「中板」，車檢年限是1年
- 「3」、「30－39」、「300－399」

使用於乘客量10人以下的普通汽車（普通乗用車，「普通汽車」），車檢年限是2年
- 「4」、「40－49」、「400－499」

使用於載貨用途的小型汽車（小型貨物車，「小型貨車」），車檢年限是1年
- 「5」、「50－59」、「70－79」、「500－599」

使用於乘客量10人以下的小型汽車（小型乗用車，「小型汽車」），車檢年限是2年
- 「6」、「60－69」

使用於載貨用途的小型三輪汽車，由於三輪車到70年代不再生產，因此其車輛代號已停用。
- 「7」

使用於乘客量10人以下的小型三輪汽車，由於三輪車到70年代不再生產，因此其車輛代號已停用。
- 「8」、「80－89」、「800－899」

使用於特殊用途的普通和小型汽車（特種用途自動車，「特殊用途車輛」），是指由一般汽車改裝而成的警車、消防車、救護車、靈車、學車、實驗車等特殊用途車輛，總重量8噸以上、最大積載量5噸以上或乘客量30人以上的大型特殊用途車輛裝置「大板」，車檢年限是1或2年
- 「9」、「90－99」、「900－999」

使用於建築機械以外的大型特殊汽車（大型特殊自動車，「大型特殊車輛」）
- 「0」、「00－09」、「000－099」

使用於土木建築用途的大型特殊汽車（建設機械，「建築機械」）
- 「無」

使用於250cc以上的摩托車（二輪の小型自動車），於2000年10月1日，立法制定無分類的號牌使用完畢後，開始使用在分類位置加上「C」、「L」和「V」的號牌

#### 輕自動車
1975年以後註冊的輕型車裝置「黃底黑字」和「黑底黃字」的中型車輛號牌，包括以下的分類編號：
- 「40－49」、「400－499」及「40A - 4ZZ」

使用於載貨用途的輕型車（貨物車），其中「47」、「480－482」的和是用於字光式號牌，「483－499」、「680－699」是用於希望編號制度
- 「50－59」、「70－79」、「500－599」及「50A－5ZZ」

使用於乘坐用途的輕型車（乗用車），其中「57」、「580－582」的和是用於字光式號牌，「583－598」、「780－799」是用於希望編號制度，「582」編號在名古屋已經發畢，而2024年起，發行「58A」編號以替代發畢之純數字段，在某些需求較高的地區，甚至已經開始發行 7 開頭的車牌，以取代編碼用罄的 5 開頭車牌。
- 「80－89」、「800－899」及「80A－8ZZ」

使用於特殊用途的輕型車（特種用途車），其中「87」、「880－882」的和是用於字光式號牌，「883－899」是用於希望編號制度
1975年以前註冊的輕型車裝置「白底綠字」和「綠底白字」的小型車輛號牌，包括以下的分類編號：
- 「3」和「33」，機動三輪車
- 「6」和「66」，四輪貨車
- 「8」和「88」，四輪乘用車
- 「0」和「00」，四輪特種用途汽車

250cc以下的摩托車（二輪の軽自動車）最初使用「1」的分類編號，隨着公路摩托車數量的增加，分類編號「1」的號牌開始不敷使用，所以於2003年8月27日立法制定，分類編號「1」的號牌使用完畢後，開始使用「2」的分類編號。
「0」—四輪特種車輛（附履帶與雪橇的輕型機動車輛（雪地摩托車等））
「3」 - 被牽引車（由兩輪輕型汽車或小型特種車輛牽引的輕型汽車）

### 分類號碼的三碼化歷程
對於已登記車輛，1998年5月19日於先行地區進行分類編號的三碼化及希望編號制度實施。1999年5月14日起全國實施分類編號的三碼化及希望編號制度實施，輕型汽車則於2005年1月4日起跟進。
根據日本車輛登記規則，分類號碼為 3 碼且後兩位數為「99」的車牌，主要用於轉入抹消登記（即跨管轄區的名義變更與註銷手續）。這類車牌通常出現在普通自動車的登記過程中。
此外，輕自動車的轉入抹消登記則使用平假名「ろ」作為識別標誌，因此分類號碼的後兩位數仍可使用「99」。
長崎交通局和沖繩總務局的離島事務所使用「27」和「2X」作為分類編號的後兩位，而沖繩八重山事務所則使用「28」和「2Y」。例如，嚴原事務所所發放的編號5會變成“長崎527”，編號2會變成“長崎227”。然而，租賃汽車是個例外，它們不使用27或28作為後兩位，而是「長崎500わ」，而不是「長崎527 れ」。過去，鹿兒島交通局也在其管轄奄美諸島的大島事務所發放離島編號。

##### 初期政策
- 一般發放之車牌編號為 : 「00-29」

- 希望編號的範圍
  - 第1位數字為4(6)、5(7)、8 則第2、3位分配 : 「30-79」
  - 第1位數字為其餘數字則第2、3位分配 : 「30-98」

##### 現行政策
- 一般發放之車牌編號為 : 「00-09」
- 輕型汽車一般發放之車牌編號為 : 「80-99」

- 希望編號的範圍
  - 第1位數字為「6、7」則第2、3位分配 : 「00-98」
  - 第1位數字為其餘數字則第2、3位分配 : 「10-28」
  - 輕型汽車，則第2、3位分配 : 「83-87」

根據日本國土交通省的規定，2014 年 11 月 17 日開始發行的「ご当地ナンバー」（地方版車牌），希望編號的後兩位數字從 10 開始分配。
此外，部分地方版車牌的發放方式因行政區劃不同而有所差異：
- 富士山車牌：適用於靜岡縣與山梨縣。
- 知床車牌：由於涉及不同的運輸支局管轄範圍，因此在不同町村的發放方式有所不同。

| 種類             | 知床：北見運輸支局 富士山：山梨縣 | 知床：釧路運輸支局 富士山：靜岡縣 | 備註                                 |
| ---------------- | --------------------------------- | --------------------------------- | ------------------------------------ |
| 一般             | X00 - X02                         | X03 - X09                         | -                                    |
| 輕型汽車         | X80                               | X81・X82                          | -                                    |
| 希望編號         | X10 - X39                         | X40 - X98                         | 首字為「4、5、8 」則號碼為 X40 - X79 |
| 輕型汽車希望編號 | X83 - X87                         | X88 - X99                         | -                                    |

2017年1月1日起，國土交通省頒布了最新的政策，允許將字母引入分類編號的後兩位數字，以解決日漸枯竭的3位編碼區段用罄問題，2018年1月12日，「練馬」車牌成為首個發出分類編碼含英文編碼的車牌。
隨著希望編號的普及，熱門車牌的可用編碼也越來越少，因此對於3開頭的車牌，將使用如「品川30A」之類的號碼。
而容易與數字混淆的字母將不使用，如「I、O」將跳過不使用，目前引入的10個字母為「A、C、F、H、K、L、M、P、X、Y」。

### 平假名
「平假名」（ひらがな）是位於車輛編號左側的假名或羅馬字母，用來表示車輛的用途。

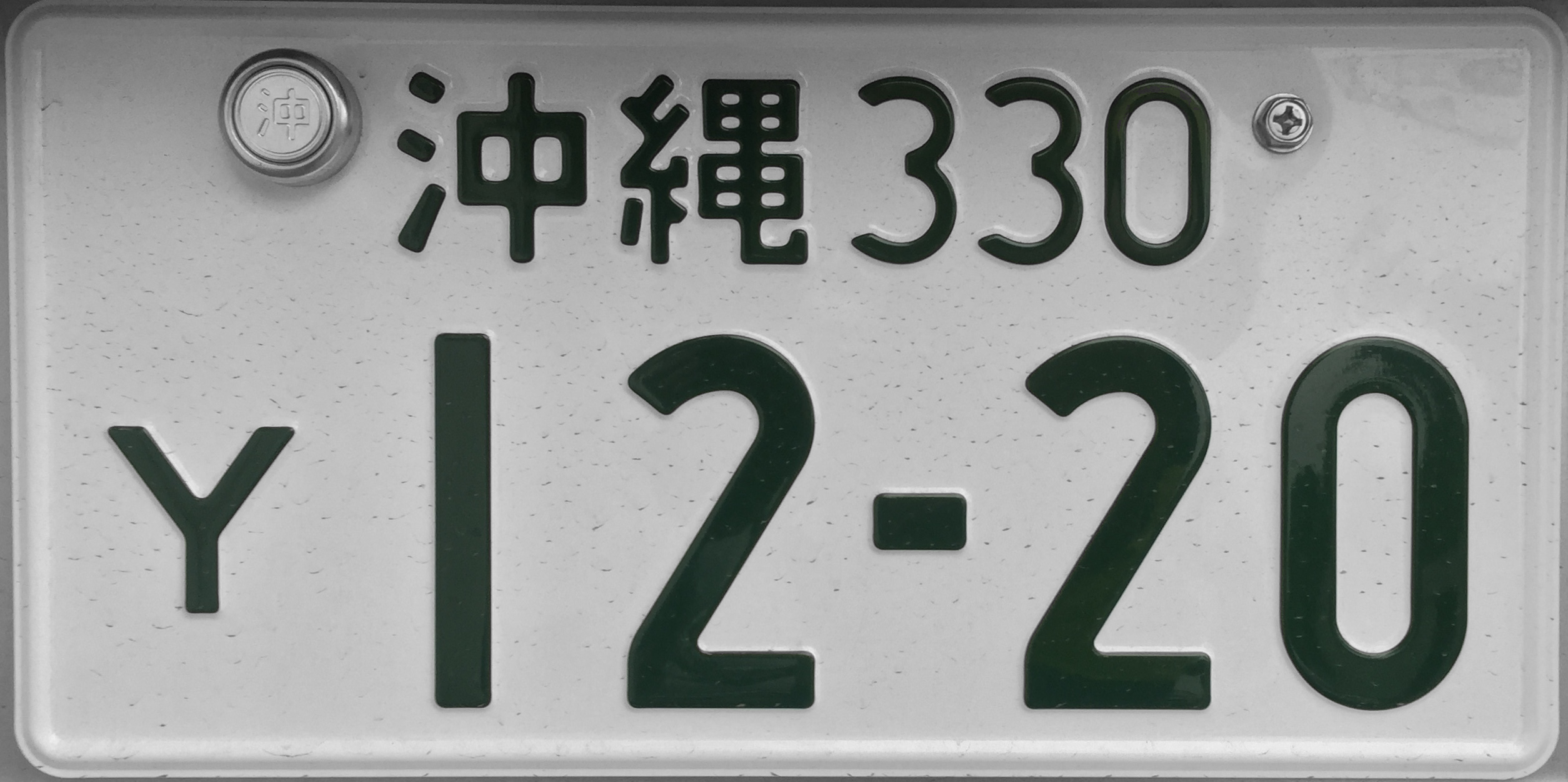
駐留軍人個人車輛用車牌

##### 自動車（註冊汽車）
- 白底綠字(自家用)：、
- 白底綠字(自家用字光式無使用於希望編號):
- 白底綠字(駐留軍人用(不包括美軍業務用車輛))：、
- 白底綠字(ATA單證冊臨時進口車輛):
- 白底綠字(駐留軍人用(軍人個人車輛)):
- 白底綠字(駐留軍人用(退役軍人個人車輛)):
- 白底綠字(貸渡用)：、
- 白底綠字(事業用)：、

##### 二輪小型自動車（250cc以上的摩托車）
- 白底綠字綠框(自家用)：、
- 白底綠字綠框(貸渡用)：、
- 白底綠字綠框(事業用)：、
- 綠底白字白框(駐留軍人用)：、

##### 輕自動車（660cc以下的汽車及250cc以下的摩托車）
- 黃底黑字(自家用)：、
- 黃底黑字(貸渡用)：
- 黃底黑字(事業用)：、
- 黃底黑字(駐留軍人用)：、
- 轉入抹消登錄用 :

##### 沒有使用的平假名
- ：與、及的字形近似，避免出現誤讀
- ：容易聯想到「死」的諧音
- ：容易聯想到「屁」的諧音
- ：發音困難
- 和：已經棄用的平假名

### 車輛編號
日本車輛號牌的編號根據不同類型的車輛和運作情況，分爲註冊車輛的「連續編號」（一連指定番号）和豁免註冊車輛的「車輛編號」（車両番号）兩種稱呼。每一組編號都有4個位置，四位數字以下的編號會將「・」填入空白處，四位數字的編號會在第二、三位數字之間以「-」連結，從「・・・1」至「99-99」共有9,999組編號。
除了用於希望編號制度的編號外，其餘的編號都是以順序的方式來發行。在一般派發的編號中，後2位數字帶有「42」、「49」的編號分別會讓人聯想到「死」及「終生捱苦」的諧音，所以通常並不會發行；派發給駐留軍人的編號沒有「42」、「49」的忌諱，但是後2位數字帶有「13」的編號也不會發行。所以，扣除後2位數字帶有「13」、「42」、「49」的編號後，實際上分派的一般編號是9,799組，派發給駐留軍人的編號是9,899組。

### 封印

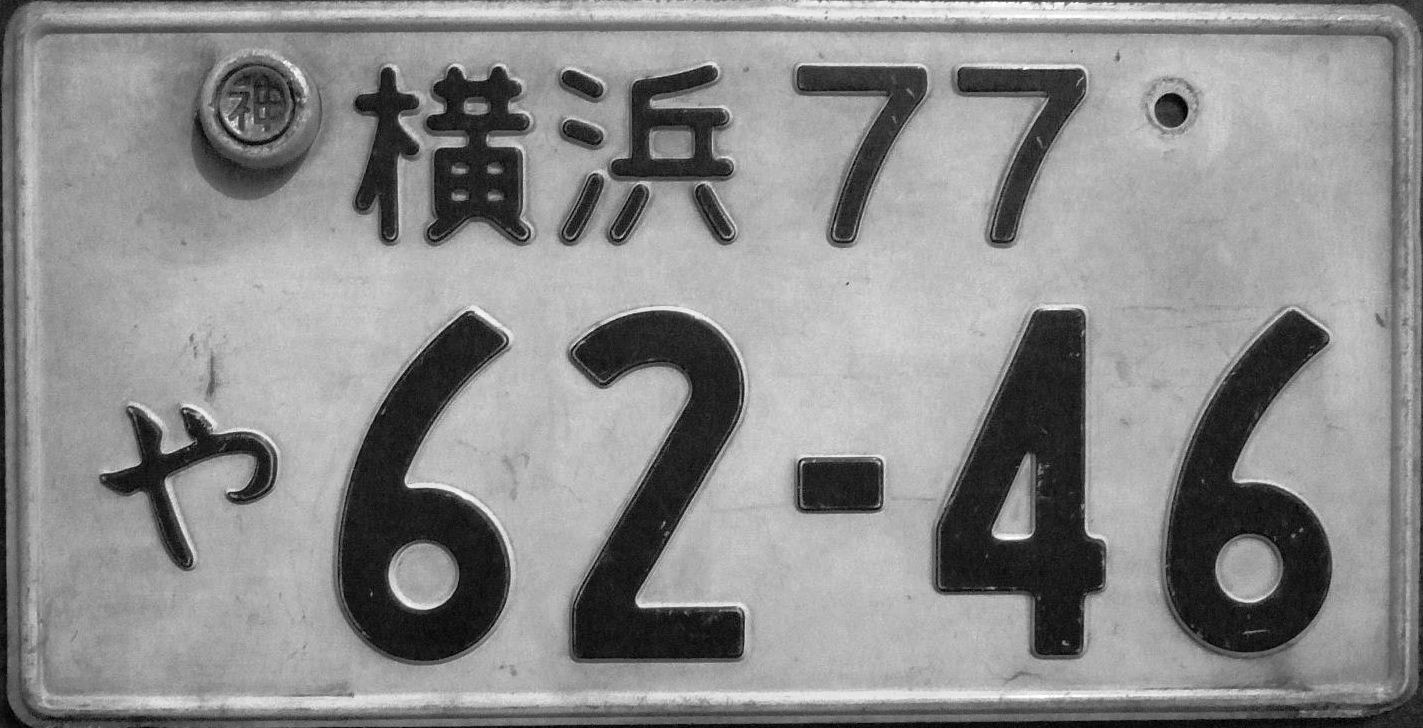
可以看見左上角封印的車輛註冊號牌，封印上的「神」字代表有關車輛的註冊地區是神奈川縣

「封印」是一種圓形金屬製的防盜設備，裝置在車輛後方號牌左上角螺絲的位置，使用於輕自動車和摩托車以外的車輛。 1990年代以前的封印並沒有固定的形狀、顏色和樣式；直到1993年7月，日本全國各地才開始採用統一規格的封印，封印上刻製有關車輛註冊地區的地名。

### 背戳
「背戳」（裏面刻印）是刻印在號牌背面的防僞標誌，標誌的樣式是在號牌裏面右上方的四方格內，刻印「地方運輸局的頭文字」－「數字或羅馬字母」的代碼，表示製作工廠的認證。
- 札－＃ 北海道運輸局，札幌的「札」
- 仙－＃ 東北運輸局，仙台的「仙」而不是宮城的「宮」
- 東－＃ 關東運輸局，關東的「東」而不是運輸局所在位置的「神」或「橫」
- 斤－＃ 北陸信越運輸局，新潟的「新」偏旁
- 名－＃ 中部運輸局，名古屋的「名」而不是愛知的「愛」
- 大－＃ 近畿運輸局，大阪的「大」
- 広－＃ 中國運輸局，廣島的
- 四－＃ 四國運輸局，四國的「四」而不是運輸局所在位置的「香」或「高」
- 九－＃ 九州運輸局，九州的「九」而不是運輸局所在位置的「福」
- 沖－＃ 沖繩綜合事務局運輸部，沖繩的「沖」

### 地方風景圖案設計
2018年（平成30年）10月1日，日本國土交通省發行「地方風景圖案設計的車牌」（地方版図柄入りナンバープレート），將該各地方的風景圖案設計印製在車牌上面，從而達到推廣旅遊業的目的。
第一彈41地域的發行地區包括：。
第二彈17地域於2020年（令和2年）5月11日發行，發行地區包括：知床、苫小牧、弘前、白河、松戸、市川、船橋、市原、江東、葛飾、板橋、上越、伊勢志摩、四日市、飛鳥、出雲、高松。

## 希望編號制度
註冊車輛的希望編號制度（希望番号制度）於1999年5月14日開始實施，輕型車於2005年1月4日導入這項制度，是為了讓車主可以自行選擇車輛的編號。 車主可以在車輛註冊的時候，支付較高金額獲得指定的牌號，包括300組在平常不會發行的號碼；部分熱門的編號則會被預先抽起，以抽籤的方式決定誰將獲得投注的編號。

## 字光式號牌

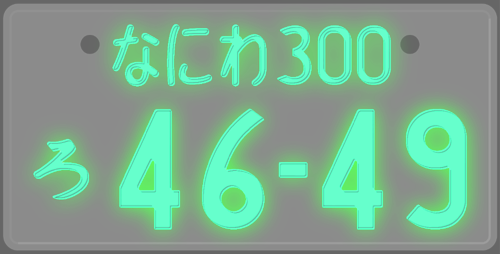
字光式號牌在夜間的發光效果

字光式號牌（字光式ナンバー）是一種在號牌背面加裝照明裝置，讓其在夜間自行發光的號牌，於1970年在北海道釧路導入使用，俗稱為或。研發字光式號牌的主因是因為在豪雪地帶，車輛的號牌經常會被大雪掩蓋，所以字光式號牌可以利用行燈發熱的原理，將附着在號牌上的雪融化；另外，也有在雪災時更容易被救援者發現、有助夜間交通意外受害者辨識的其他說法。

## 國際號牌
| J |

日本國際車輛號牌是用於把車輛運出國外旅行、參賽時的情況，也稱為。駕駛者必須取得國際駕照及車輛報關通行證， 基於履行《維也納道路交通公約》的義務，也有必要將牌照的漢字和平假名轉寫成羅馬字母； 同時，要在號牌附近貼上白底黑字的橢圓形「J」字牌，標示日本的國際車輛註冊代碼。
地名轉寫
- 參見「地名一覽」

平假名轉寫
- －A, －I, －U, －E, －無, －KA, －KI, －KU, －KE, －KO, －SA, －無, －SU, －SE, －SO, －TA, －TI, －TU, －TE, －TO, －NA, －NI, －NU, －NE, －NO, －HA, －HI, －HU, －無, －HO, －MA, －MI, －MU, －ME, －MO, －YA, －YU, －YO, －RA, －RI, －RU, －RE, －RO, －WA, －無, －無, －WO, －無

## 特殊號牌

### 皇室座車（宮內廳）

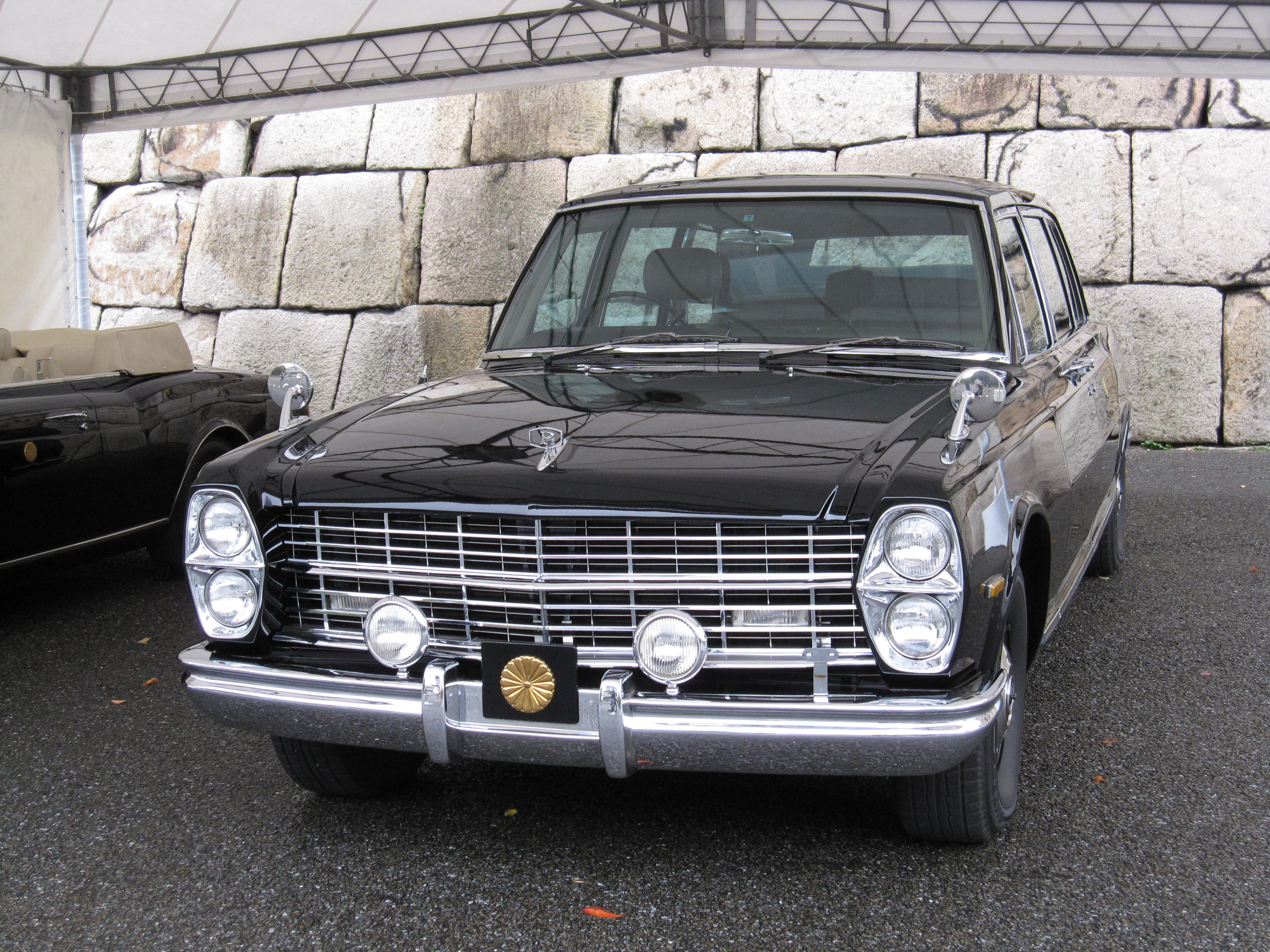
日本天皇座車

日本天皇、皇后及皇太后座車使用專門的標識號牌，編號方式是以「皇」字加上阿拉伯數字，形狀是直徑100mm的圓形梨地圖案，以銀底金字寫上車輛編號。 皇室座車出現在官方場合時，會裝置一個金色的菊花紋章，表示車內的乘客正在執行公務，這個紋章會在非進行公務時除下，真正的座車號牌是位於汽車保險桿左上角的位置。
根據《地方稅法》的條例，皇室座車可以豁免繳納地方稅務的汽車稅，但不能免除屬於國稅項目的汽車重量稅；此外，皇室座車同樣也需要定期進行安全檢驗。

### 自衛隊車輛（防衛省）
日本自衛隊的車輛編號依據《自衛隊法》實施，與一般道路車輛並不相同。號牌採用白底黑字的樣式，如果有必要的話，也可以直接書寫在車體上，車輛編號共有6位數字，前2位數字代表車輛的種類或用途，後4位數字是派發給車輛的編號，在第二、三位數字之間以「-」連結。
在自衛隊擁有的車輛中，有些車輛，例如用於接送高級官員的車輛、無標誌警車和人員運輸車輛，安裝的牌照與普通車輛類似。這些車輛受《道路運輸車輛法》的約束，須接受車輛檢查和繳稅。雖然根據《地方稅法》的規定，這些車輛免徵汽車稅，但擁有在職資格的自衛隊人員不能進行車輛檢查；必須持有車輛檢查員資格。
| 編號            | 種類                                               | 分類及其所屬機關 | 分類及其所屬機關 |
| --------------- | -------------------------------------------------- | ---------------- | ---------------- |
| 01-03           | 輕型戰術輪型車輛                                   | 車輛及武器       | 日本陸上自衛隊   |
| 04              | 不屬於任何其他類別的車輛                           | 車輛及武器       | 日本陸上自衛隊   |
| 05-08           | 中型戰術輪型車輛、輕型裝甲車、悍馬車、野戰救護車等 | 車輛及武器       | 日本陸上自衛隊   |
| 11              | 摩托車                                             | 車輛及武器       | 日本陸上自衛隊   |
| 20-37           | 大型戰術輪型車輛                                   | 車輛及武器       | 日本陸上自衛隊   |
| 38              | 特大型戰術輪型車輛                                 | 車輛及武器       | 日本陸上自衛隊   |
| 39-43           | 多種(無特殊分類)                                   | 日本海上自衛隊   | 日本海上自衛隊   |
| 44-49           | 多種(無特殊分類)                                   | 日本航空自衛隊   | 日本航空自衛隊   |
| 50-59           | 曳引車頭                                           | 車輛及武器       | 日本陸上自衛隊   |
| 60-69、88       | 曳引車                                             | 車輛及武器       | 日本陸上自衛隊   |
| 70-77 83-85、87 | 工程機械                                           | 設施設備         | 日本陸上自衛隊   |
| 78-79           | 雷達車等                                           | 通訊設備         | 日本陸上自衛隊   |
| 80              | 戶外洗衣機器、淨水機器等                           | 供應設備         | 日本陸上自衛隊   |
| 81              | 清洗車                                             | 化工設備         | 日本陸上自衛隊   |
| 82              | 野戰救護車                                         | 衛生設備         | 日本陸上自衛隊   |
| 86              | 航空兵相關車輛                                     | 航空設備         | 日本陸上自衛隊   |
| 90-98           | 履帶車輛                                           | 車輛及武器       | 日本陸上自衛隊   |
| 99              | 多種(無特殊分類)                                   | 防衛省防衛裝備廳 | 防衛省防衛裝備廳 |

### 外交官車輛（外務省）

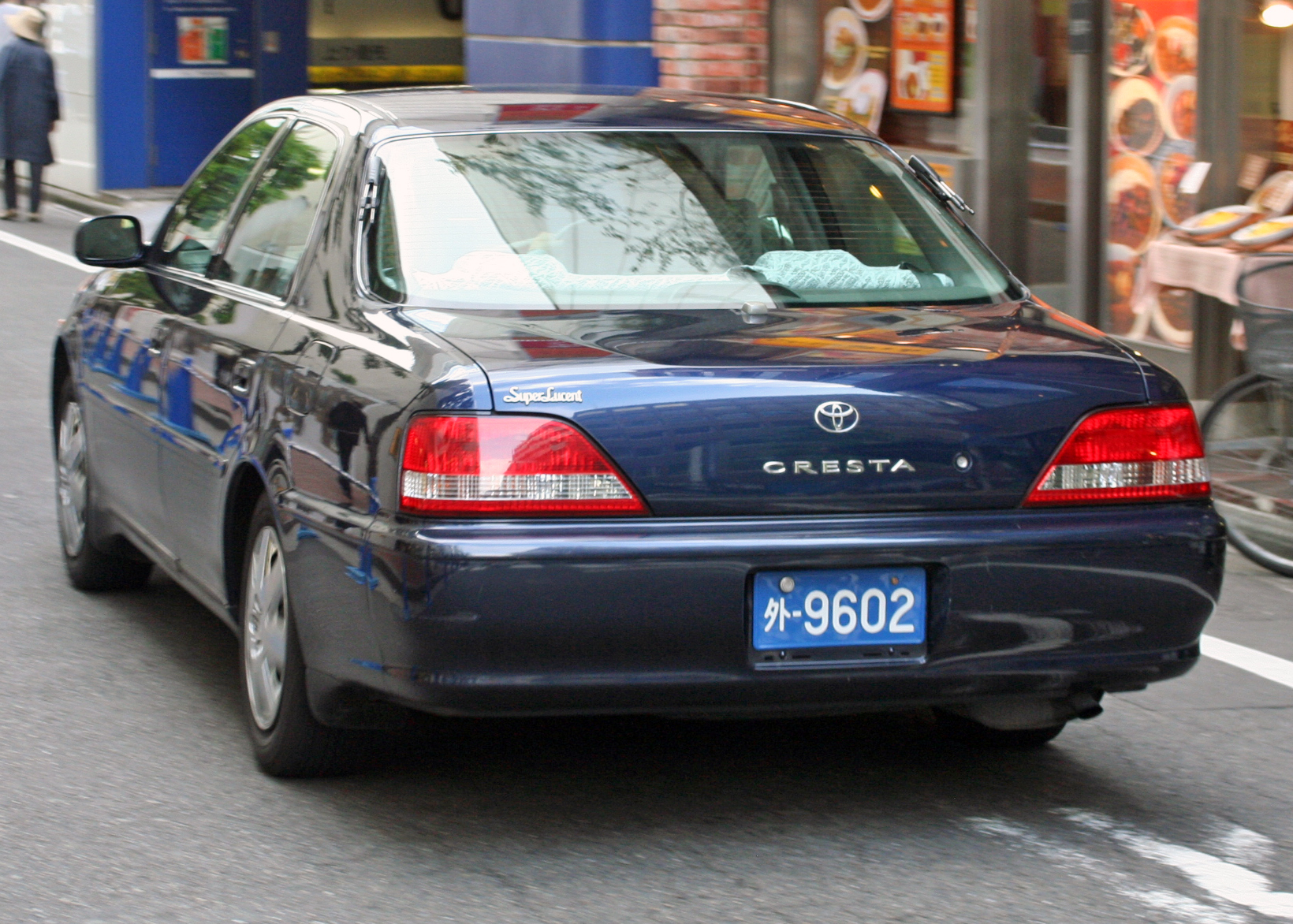
大使館車輛裝置藍底白字的車輛註冊號牌

外國駐日大使館、領事館和國際組織代表團車輛的號牌由外務省發出，享有豁免汽車稅的福利，使用「藍底白字」或「白底藍字」的號牌配色，別稱為「藍牌」（ブルーナンバー）或「外交號牌」（外ナンバー）。 號牌的設計共有4種，包括：
- 「-0901」，藍底白字，大使館職員使用
- 「-0901」，白底藍字，領事館職員使用
- 「 0901」，藍底白字，特命全權大使使用，「外」字書寫在「〇」內
- 「-0901」，藍底白字，國際組織代表團使用

### 國家代碼列表
| 編號 | 國家           | 編號 | 國家         | 編號 | 國家             | 編號 | 國家                 |
| ---- | -------------- | ---- | ------------ | ---- | ---------------- | ---- | -------------------- |
| 01   | 阿富汗         | 42   | 伊拉克       | 83   | 美國②            | 124  | 布吉納法索           |
| 02   | 阿爾及利亞     | 43   | 以色列       | 84   | 美國③            | 125  | 柬埔寨               |
| 03   | 阿根廷         | 44   | 義大利       | 85   | 烏拉圭           | 126  | 烏干達               |
| 04   | 澳洲           | 45   | 象牙海岸     | 86   | 委內瑞拉         | 127  | 烏克蘭               |
| 05   | 奧地利         | 46   | 塞內加爾     | 87   | 美國④            | 128  | 白俄羅斯             |
| 06   | 比利時         | 47   | 大韓民國     | 88   | 塞爾維亞         | 129  | 馬紹爾群島           |
| 07   | 玻利維亞       | 48   | 韓國②        | 89   | 利比亞           | 130  | 烏茲別克             |
| 08   | 巴西           | 49   | 科威特       | 90   | 孟加拉           | 131  | 哈薩克               |
| 09   | 保加利亞       | 50   | 寮國         | 91   | 中國             | 132  | 波札那               |
| 10   | 緬甸           | 51   | 黎巴嫩       | 92   | 幾內亞           | 133  | 愛沙尼亞             |
| 11   | 加拿大         | 52   | 賴比瑞亞     | 93   | 蘇丹             | 134  | 立陶宛               |
| 12   | 亞美尼亞       | 53   | 馬達加斯加   | 94   | 斯洛維尼亞       | 135  | 波士尼亞與赫塞哥維納 |
| 13   | 斯里蘭卡       | 54   | 馬來西亞     | 95   | 愛爾蘭           | 136  | 安哥拉               |
| 14   | 智利           | 55   | 墨西哥       | 96   | 蒙古             | 137  | 冰島                 |
| 15   | 尚比亞         | 56   | 摩洛哥       | 97   | 斯洛伐克         | 138  | 貝里斯               |
| 16   | 哥倫比亞       | 57   | 尼泊爾       | 98   | 阿拉伯聯合大公國 | 139  | 馬利                 |
| 17   | 剛果民主共和國 | 58   | 荷蘭         | 99   | 約旦             | 140  | 聖馬利諾             |
| 18   | 哥斯大黎加     | 59   | 紐西蘭       | 100  | 越南             | 141  | 貝南                 |
| 19   | 古巴           | 60   | 尼加拉瓜     | 101  | 巴布亞紐幾內亞   | 142  | 厄利垂亞             |
| 20   | 捷克共和國     | 61   | 奈及利亞     | 102  | 突尼西亞         | 143  | 吉爾吉斯斯坦         |
| 21   | 丹麥           | 62   | 挪威         | 103  | 敘利亞           | 144  | 巴林                 |
| 22   | 多明尼加共和國 | 63   | 巴基斯坦     | 104  | 肯亞             | 145  | 亞塞拜然             |
| 23   | 厄瓜多         | 64   | 巴拿馬       | 105  | 阿曼             | 146  | 阿爾巴尼亞           |
| 24   | 薩爾瓦多       | 65   | 巴拉圭       | 106  | 盧安達           | 147  | 拉脫維亞             |
| 25   | 衣索比亞       | 66   | 秘魯         | 107  | 斐濟             | 148  | 東帝汶               |
| 26   | 芬蘭           | 67   | 菲律賓       | 108  | 葉門             | 149  | 馬爾地夫             |
| 27   | 法國           | 68   | 波蘭         | 109  | 辛巴威           | 150  | 賴索托               |
| 28   | 加彭           | 69   | 葡萄牙       | 110  | 科索沃           | 151  | 中國②                |
| 29   | 德國           | 70   | 羅馬尼亞     | 111  | 汶萊             | 152  | 喬治亞               |
| 30   | 迦納           | 71   | 沙烏地阿拉伯 | 112  | 盧森堡           | 153  | 塔吉克               |
| 31   | 希臘           | 72   | 新加坡       | 113  | 喀麥隆           | 154  | 薩摩亞               |
| 32   | 瓜地馬拉       | 73   | 西班牙       | 114  | 吉布地           | 155  | 多哥                 |
| 33   | 卡達           | 74   | 瑞典         | 115  | 密克羅尼西亞聯邦 | 156  | 剛果共和國           |
| 34   | 海地           | 75   | 瑞士         | 116  | 茅利塔尼亞       | 157  | 土庫曼               |
| 35   | 教廷           | 76   | 坦尚尼亞     | 117  | 納米比亞         | 158  | 東加                 |
| 36   | 宏都拉斯       | 77   | 泰國         | 118  | 歐洲聯盟         | 159  | 北馬其頓             |
| 37   | 匈牙利         | 78   | 土耳其       | 119  | 南非             | 160  | 摩爾多瓦             |
| 38   | 韓國③          | 79   | 俄羅斯       | 120  | 牙買加           | 161  | 俄羅斯2              |
| 39   | 印度           | 80   | 埃及         | 121  | 馬拉威           | 162  | 帛琉                 |
| 40   | 印尼           | 81   | 英格蘭       | 122  | 克羅埃西亞       | 163  | 賽普勒斯             |
| 41   | 伊朗           | 82   | 美國         | 123  | 莫三比克         | 164  | 馬爾他               |

### 駐日美軍車輛

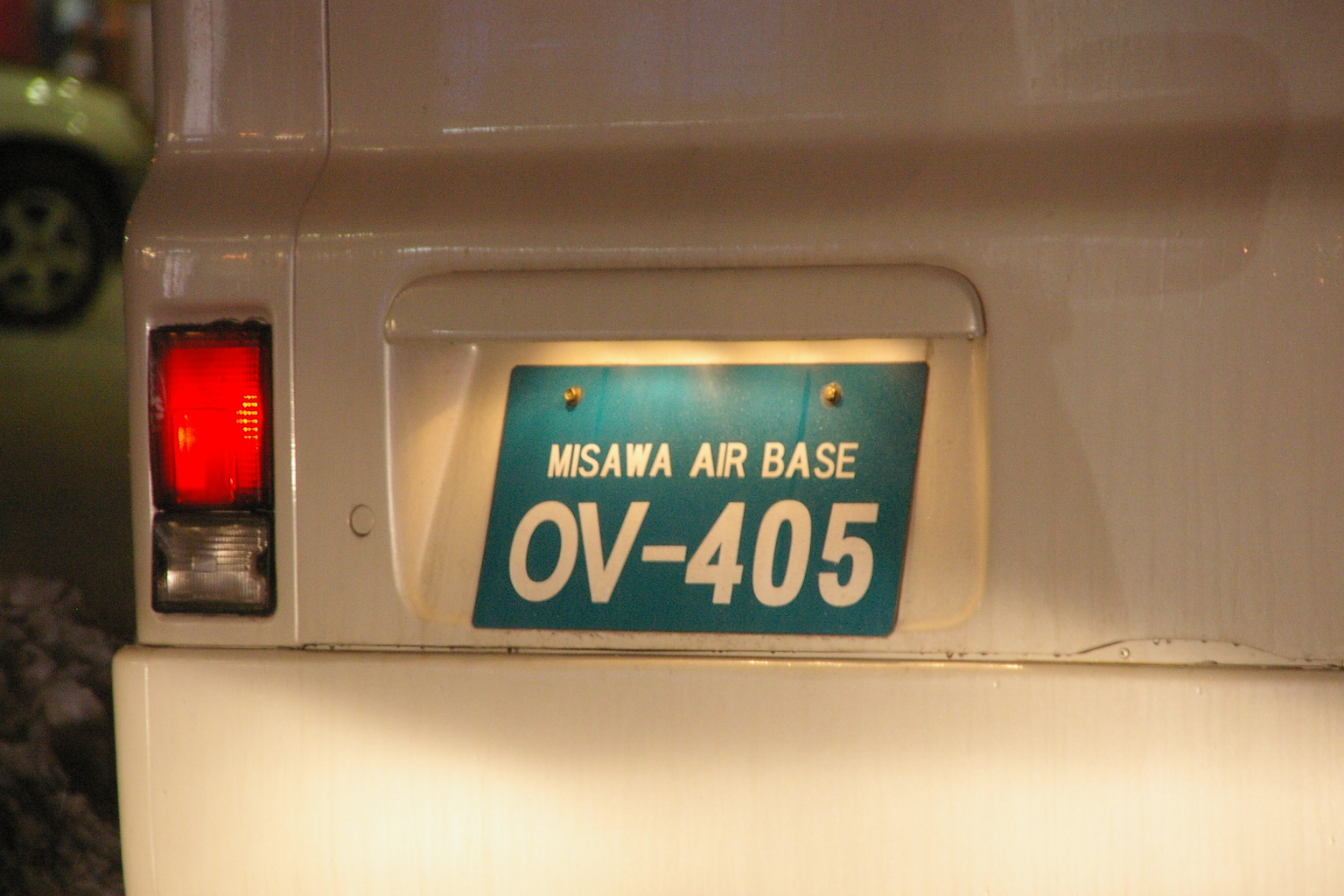
駐日美軍三澤空軍基地的車輛註冊號牌

駐日美軍軍人及眷屬私人車輛使用的號牌樣式與一般道路車輛相同，但是依照法規可以豁免關稅和物品稅； 美軍軍方車輛使用的號牌則是由美國國防部及美軍發出，與日本車輛號牌的樣式迥異。
有美式牌照（上行凸印所屬機構、中行凸印號碼、下行凸印用途）、僅將號碼塗成黑色的裸金屬牌照以及塑膠牌照。其樣式大致如下：
- 美國陸軍 / 美國空軍 / 美國海軍 / 美國海軍 / 美國海軍陸戰隊 / 美國政府 / 國防部 + 編號
- 附加或單獨：DOD / DLA / OV / OVA / ARJ / USARJ / MC / MCX / USMC +編號
- CAMP（營地名稱）+編號

大多數情況下，車牌中間或底部會印有「（僅供）官方使用」字樣。臨時軍用車牌會在上述字樣的基礎上加註「TMP」。

### 機場車輛
成田國際機場車輛使用藍底白字的號牌，號牌的左上角標示成田機場的代碼「RJAA」，右上角表示機場管理企業的黃色貼紙，下方標示所屬航空公司的名稱。
東京國際機場車輛使用橙底黑字的號牌，號牌的左上角標示羽田機場的代碼「RJTT」，右上角標示所屬公司的名稱。

## 臨時號牌

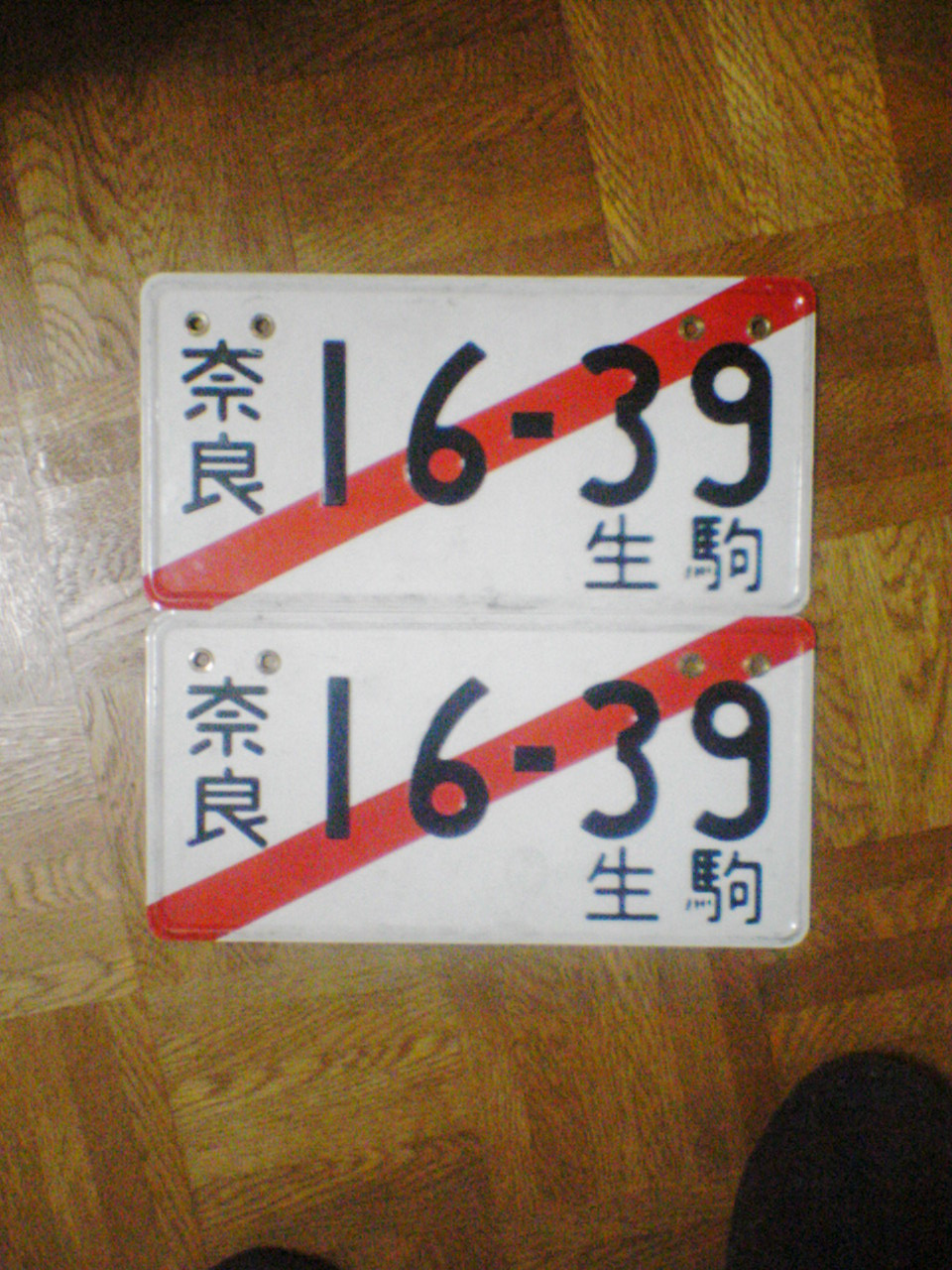
奈良運輸支局發出的臨時號牌

日本的臨時車輛號牌共有幾種不同類型，一種是由市區町村發出給普通汽車、小型汽車、輕型車、大型特殊車輛和250cc以上的摩托車的（俗稱或），使用在車輛需要進行檢驗、回收、遺失號牌或運送前往註冊的時候；號牌採用白底黑字的樣式，有一道紅色斜線由右上角穿越至左下角，在號牌的左側和右下角分別寫上運輸支局（或自動車檢查登錄事務所）及發出有關臨時號牌的市區町村的地名。
另一種是由運輸支局（或自動車檢查登錄事務所）發出給車輛買賣業者的（俗稱、或），使用在業者運送車輛的時候，採用白底黑字附紅框的樣式，在號牌的左側寫上發出有關號牌的運輸支局（或自動車檢查登錄事務所）的地名。 除此之外，還有發出給檢查對象外輕自動車（輕型拖車、小型特殊車輛和250cc以下的摩托車）的。

## 搬運砂石等大型車輛的標示編號

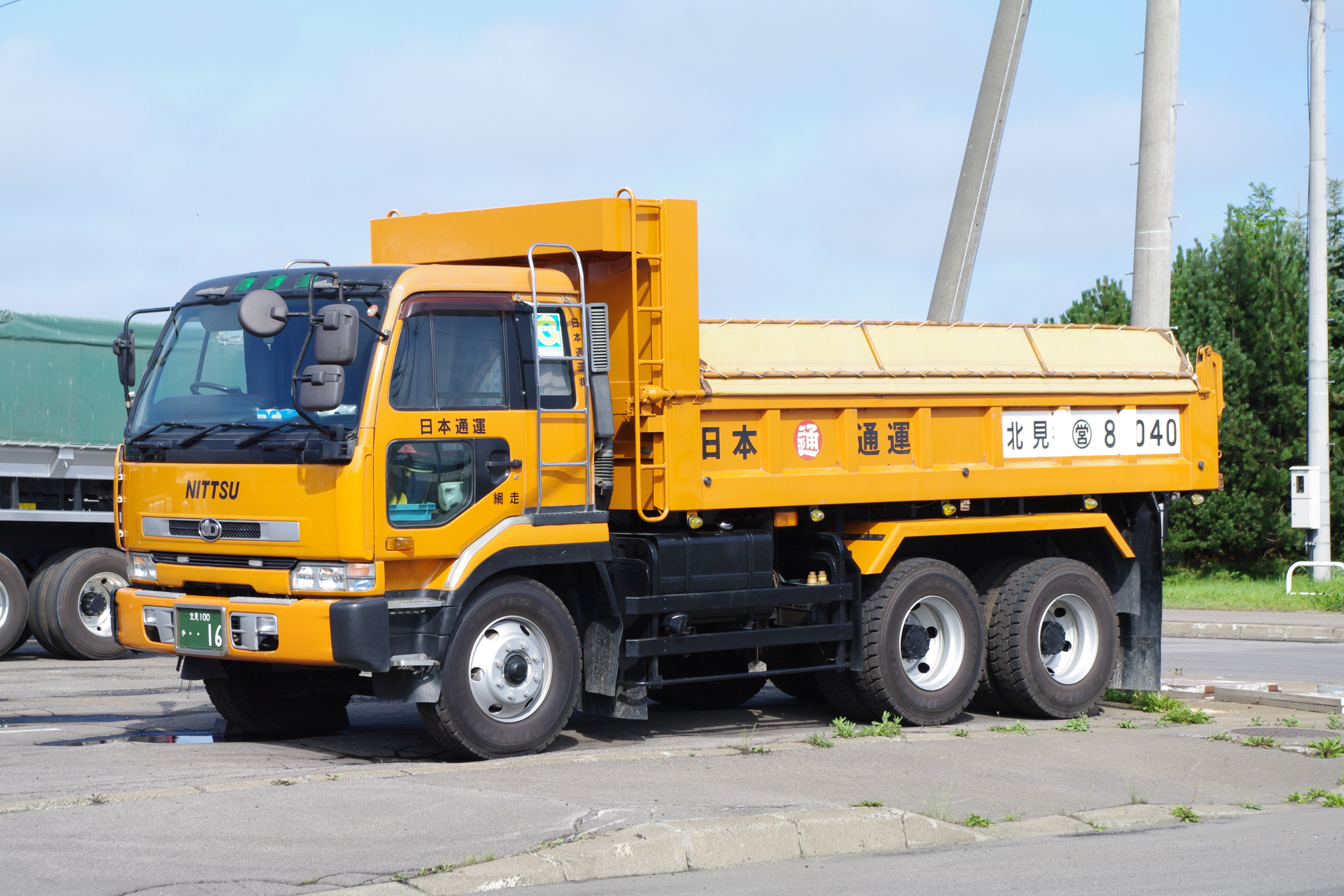
圖中可見該車標示編號於車斗上

搬運砂石等大型車輛的標示編號是標註在總重量8噸以上、最大積載量5噸以上的大型自動卸載車的申報編號，依據《關於預防搬運砂石等大型車輛引發交通意外等的特別措施法案》制定。 標示編號是以白底黑字書寫在自卸車貨斗兩側和背面的位置，標示有關車輛申報的地區、營業分類和編號。 地名的標示方法是以2位文字為準則，營業的標示方法是把文字書寫在「〇」內，申報編號共有5位數字。 營業的分類共有7種，包括：
- ，運輸業
- ，採石業
- ，碎石業
- ，採砂業
- ，砂石買賣業
- ，建築業
- ，其他（廢物處理業、洋灰製造業等）

## 雙重牌照

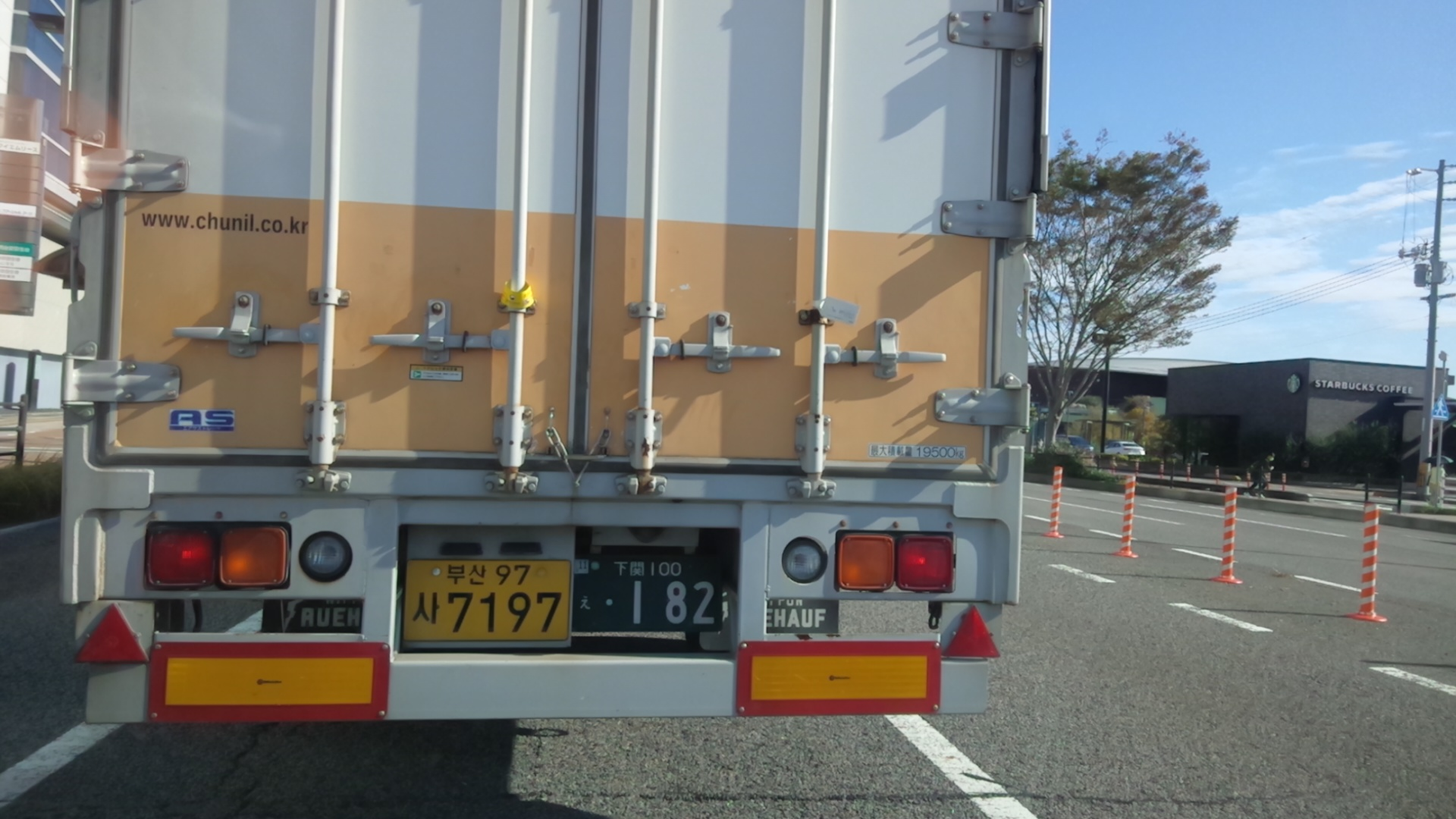
韓國（釜山廣域市）和日本（山口縣下關市）雙車牌車輛

雙重牌照（ダブルライセンス）是指一部汽車在經由日、韓雙方政府的同意後，同時取得兩國的車輛登記牌照，可以在兩邊國土的公路上合法行駛。 這項測試於2012年11月開始，初步在福岡－釜山超廣域經濟圈進行，運送貨物的車輛往返於九州日產汽車和釜山雷諾三星汽車的生產工廠，省卻集裝箱上下船舶所耗費的時間和開銷。

## 另見
- 汽車檢查登記制度（日语：自動車検査登録制度）
- 汽車檢查證（日语：自動車検査証）
- 日本駕駛執照

## 外部連結
- http://www.mlit.go.jp/jidosha/kensatoroku/inspect.htm （页面存档备份，存于）
- http://www.keikenkyo.or.jp/procedures/procedures_m_000003.html （页面存档备份，存于）